# Borys Rogula
Borys Rogula lub Barys Rahula, biał. Барыс Рагуля (ur. 1 stycznia 1920 w miejscowości Turec na Nowogródczyźnie, zm. 22 kwietnia 2006 w Kanadzie) – białoruski emigracyjny publicysta i działacz narodowy, dowódca nowogródzkiego szwadronu konnego w służbie niemieckiej podczas II wojny światowej.

## Życiorys
W 1938 rozpoczął studia na wydziale medycyny uniwersytetu w Wilnie. Wkrótce został jednak zmobilizowany do Wojska Polskiego. Brał udział w wojnie obronnej 1939. Po klęsce wojsk polskich przedostał się na zachodnią Białoruś zajętą przez Armię Czerwoną. Został aresztowany przez NKWD i osadzony w więzieniu. Po zajęciu ziem białoruskich przez wojska niemieckie w 1941, podjął współpracę z okupantami. Od 1943 pracował w niemieckiej administracji okupacyjnej w Nowogródku, był również aktywny w białoruskich organizacjach: Związku Młodzieży Białorusi, Białoruskiej Samopomocy Ludowej oraz Białoruskiej Samoobronie. 22 lutego 1944 roku objął dowództwo konnego batalionu Schuma (niem. Schuma-F-Bataillon lub niem. Schuma-Reiter-Abteilung Rogula) na służbie niemieckiej, na czele którego zwalczał na okupowanej Nowogródczyźnie zarówno partyzantkę sowiecką, jak też polską. 15 marca 1944 został on przekształcony w  68 białoruski batalion Schuma. Oddział liczył ok. 600 osób, głównie rekrutujących się spośród uczniów i absolwentów nowogródzkiego seminarium nauczycielskiego, zwykle o mocnej białoruskiej postawie patriotycznej.
W kwietniu 1944 roku oddział stoczył bój z partyzantami radzieckimi w okolicach Korelicz. W maju 1944 roku brał udział w akcji partyzanckiej w okolicach Dokszyc i Głębokiego.
Po zajęciu Białorusi przez Armię Czerwoną przeniósł się do Niemiec. Od lipca 1944 był jednym z białoruskich dowódców batalionu desantowego "Dalwitz", sformowanego w Prusach Wschodnich. Po zakończeniu wojny przedostał się na Zachód do Belgii, gdzie skończył studia medyczne. W 1954 wyjechał do Kanady. Pracował jako lekarz. Działał w białoruskich organizacjach i instytucjach narodowych. Od 1997 był zastępcą prezydenta Białoruskiej Republiki Ludowej na uchodźstwie. Napisał wspomnienia "Беларускае студэнцтва на чужыне" і "Жыцьцё пад агнём".